# Cynthia Niako
Evelyne Cynthia Niako, née le 25 septembre 1983, est une athlète ivoirienne.

## Carrière
Elle remporte la médaille de bronze du relais 4 × 100 mètres aux Jeux africains de 2007 à Alger.